# Vincenc Hlava
Vincenc Hlava (* 29. März 1782 in Žebrák; † 21. März 1849) war ein böhmischer Pomologe und Forstbeamter. Er gründete die erste Forstschule in Mähren.

## Leben
Hlava war gelernter Jäger und arbeitete zunächst als Forstkontrolleur und Wirtschaftsschreiber. Nachdem er die Prüfung als Forstmeister abgelegt hatte, bemühte er sich vergeblich um eine Stelle im Staatsdienst. Er arbeitete so zunächst für die Herrschaft Leopoldsdorf in Niederösterreich, später in Joslowitz. 1813 trat er in den Dienst des Freiherrn Karl Anton von Dalberg, dem die Herrschaften Datschitz und Maleschau gehörten. 1821 eröffnete er mit Unterstützung seines Dienstherren eine private Forstschule in Datschitz. Innerhalb von 10 Jahren bildete er dort 250 Anwärter für den Forstdienst aus.
Vincenz Hlava war ein herausragender Pomologe. Er legte Obstbaumschulen an und ließ an den Wegen der Herrschaften Datschitz und Maleschau, sowie in den Gärten der Untertanen – die Kosten dafür trug die Herrschaft –, Obstbäume pflanzen. Aufgrund seiner überragenden Kenntnisse als Pomologe wurde er von der K. u. k. Mährisch-Schlesischen Wirtschaftsgesellschaft zum korrespondierenden Mitglied gewählt.
Nebenbei war er Forstschätzer, Taxator nach Mährischem Landrecht, war Spezialist für forstwirtschaftliche Regulierungen und erstellte forstwirtschaftliche Pläne auch für Dritte.

## Ehrungen
An Vincenz Hlava erinnert ein Denkmal, das in der Nähe von Schloss Dačice  aufgestellt wurde.